# Crveni
Crveni en serbe latin et Cërven en albanais (en serbe cyrillique : Црвени) est une localité du Kosovo située dans la commune/municipalité de Leposavić/Leposaviq, district de Mitrovicë/Kosovska Mitrovica. Selon des estimations de 2009 comptabilisées pour le recensement kosovar de 2011, elle compte 11 habitants, dont une majorité de Serbes.

## Géographie
Crveni/Cërven est situé à 21 km au sud-ouest de Leposavić/Leposaviq, près de la source de la Crvenska reka, un affluent de l'Ibar.

## Démographie

### Évolution historique de la population dans la localité
| 1948 | 1953 | 1961 | 1971 | 1981 | 1991 | 2009 |
| ---- | ---- | ---- | ---- | ---- | ---- | ---- |
| 159  | 200  | 227  | 138  | 62   | 41   | 11   |

|  |